# Lukas Sutter
Lukas Sutter (* 20. Juni 1993) ist ein Schweizer Unihockeyspieler auf der Position des Verteidigers. Sutter stand beim Nationalliga-A-Verein UHC Waldkirch-St. Gallen unter Vertrag.

## Karriere
Sutter spielte während seiner Jugend in den Mannschaften des UH Appenzell, dem er 2003 beitrat. In der Saison 2013/14 wurde Sutter ins Kader der Herren 3. Liga Mannschaft aufgenommen. Im Winter 2015/16 wurde der Verteidiger vom UHC Waldkirch-St. Gallen unter Vertrag genommen. Lukas Sutter trainierte jedoch schon seit Beginn der Saison 2015/16 mit den Herren. Der Transfer wurde am 12. Dezember 2015 vom Verein auf dessen Webseite bestätigt. Sutter spielt mit einer Doppellizenz. Damit hat er die Möglichkeit für die Herren des UHC Waldkirch-St. Gallen und für die des UH Appenzell auflaufen.
Nach der Saison, am 30. März 2017, gab der UHC Waldkirch-St. Gallen bekannt, dass Sutter aufgrund seines Studiums sein NLA-Engagement beendet.
Die Saison 2017/18 nahm Sutter mit dem UH Appenzell in der 2. Liga in Angriff. Nach dem Aufstieg spielte er in der Saison 2022/23 mit dem Club in der 1. Liga.
Sein jüngerer Bruder Michael Sutter ist auch Unihockeyspieler.